# Fiódor Cherenkov
Fiódor Fiódorovich Cherenkov (en ruso: Фёдор Фёдорович Черенко́в; Moscú, 25 de julio de 1959 - ibídem, 3 de octubre de 2014) fue un futbolista soviético y ruso que jugó en el FC Spartak Moscú (1977–1990 y 1991–1994) y en el Red Star Football Club francés (1990–1991). Pese a haber sido uno de los futbolistas más destacados de su generación, ser nombrado Futbolista soviético del año en dos ocasiones y figurar en la clasificación de máximos goleadores de la selección, nunca fue convocado para disputar una Copa del Mundo o una Eurocopa con la Unión Soviética. Formó parte de la plantilla que logró la medalla de bronce en los Juegos Olímpicos de 1980, celebrados en su ciudad natal.
Falleció el 3 de octubre de 2014 en la ciudad rusa de Moscú, a los 55 años de edad, tras padecer un tumor cerebral.

## Clubes
| Club             | País            | Año         | Partidos | Goles |
| FC Spartak Moscú | Unión Soviética | 1977 - 1990 | 344      | 86    |
| FC Red Star      | Francia         | 1990 - 1991 | 15       | 1     |
| FC Spartak Moscú | Rusia           | 1991 - 1993 | 54       | 9     |

## Palmarés
- 1979, 1987, 1989 – Soviet Top Liga
- 1993 – Liga Premier de Rusia
- 1994 – Copa de Rusia
- 1983, 1989 – Futbolista del año en la Unión Soviética